# Elektrorafinacja

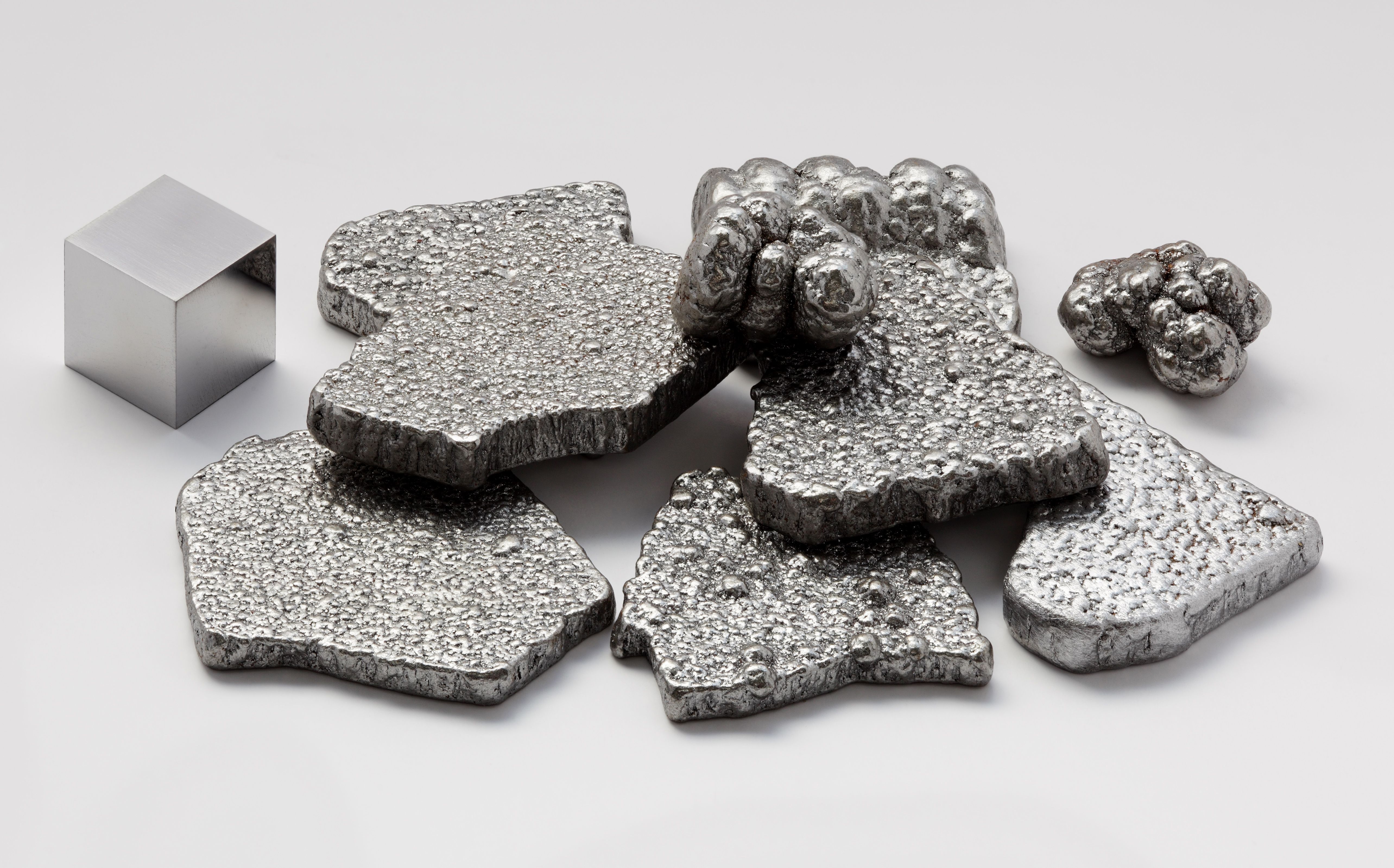
Żelazo rafinowane elektrolitycznie oraz sześcian żelaza o czystości 99,9999%

Elektrorafinacja (rafinacja elektrolityczna) – proces oczyszczania metali otrzymanych drogą hutniczą w procesie elektrolizy. 
Oczyszczany metal umieszczany jest jako anoda w roztworze własnej soli. Katodą jest ten sam, tyle że wcześniej oczyszczony metal. Anoda roztwarza się, a metal bez zanieczyszczeń osadza się na katodzie. Zanieczyszczenia rozpuszczają się w roztworze lub wytrącają się w postaci tzw. "szlamu anodowego".
Rafinację elektrolityczną stosuje się szczególnie często w przypadku żelaza, miedzi, cynku i ołowiu.